# Høgslund / Traugott-Olsen 2G
Høgslund / Traugott-Olsen 2G er et dansk konstrueret og bygget to-sædet svævefly. Flyet har været anvendt som skolefly fra efterkrigstiden til 1960'erne; de tilbageværende eksemplarer udstilles eller anvendes til oplevelsesflyvning.

## Design
Typen blev designet af Høgsholt og Taugott-Olsen i 1946 og er præget af efterkrigstidens knaphed. Konstruktionen er helt i træ og lærred og indrettet på at kunne bygges i svæveflyveklubberne med egne kræfter.
Kroppen er udformet som en smal kasse med sæderne monteret i fri luft foran søjler, som bærer vingernes centrum. Vingerne støttes af V-formede stræbere. Alle ror er forbundet med styregrebene med wirer.

## Flåde-overblik
Der er produceret i alt ni eksemplarer af typen:
- OY-100: Prototypen bygget og prøvefløjet af Høgsholt i 1946.
- OY-119: Bygget i Viborg i 1949 og siden omregistreret til OY-ARX. Flyet er nu i Dansk Svæveflyvehistorisk Klub (DaSK) besiddelse og luftdygtigt[1].
- OY-AVX: Bygget af Odense Svæveflyveklub i 1950, nu i DaSK besiddelse og stadig operativt i eksperimentelt register[2].
- OY-123: Bygget af Silkeborg Flyveklub i 1950. Omregistreret til OY-AIX senest i 1959[1][3].
- OY-125: Bygget i København i 1951 og registreret til Aviator samme år. I 1954 solgt til Norge og omregistreret til LN-GGI.[4]
- 92-921, 92-922 og 92-923: Bygget af Dansk Aero A/S, Århus, i 1952 og leveret til Flyvevåbnet til brug for flyvestationssvæveflyveklubberne. Senere omdøbt til Z-921, Z-922 og Z-923. 923 ejes fortsat af Flyvevåbnet, men er indregistreret som OY-XJV anvendes på skift af de svæveflyveklubber, som har deres oprindelse i en flyvestation[1][5][6].
- OY-BLX: Færdigbygget af Vestjysk Svæveflyveklub i 1958 af komponenter fra Dansk Aero A/S, nu ophængt i Danmarks Flymuseum[7].